# Белфорте дел Кијенти
Белфорте дел Кијенти (итал. Belforte del Chienti) насеље је у Италији у округу Мачерата, региону Марке.
Према процени из 2011. у насељу је живело 1528 становника. Насеље се налази на надморској висини од 254 м.

## Становништво
| 1931. | 1936. | 1951. | 1961. | 1971. | 1981. | 1991. | 2001. | 2011. |
| ----- | ----- | ----- | ----- | ----- | ----- | ----- | ----- | ----- |
| 1.873 | 1.872 | 1.827 | 1.765 | 1.470 | 1.421 | 1.476 | 1.634 | 1.860 |